# De Bronnen van Sing Song Li
De Bronnen van Sing Song Li is het 12de stripverhaal van Nero. De eerste negen klassieke avonturen verschenen onder de titel De avonturen van detective Van Zwam. Vanaf dit album veranderde de titel definitief in  De avonturen van Nero & Co. De reeks wordt getekend door striptekenaar Marc Sleen. Het Volk publiceerde voorpublicaties tussen 4 juni 1951 en 15 oktober 1951.

## Hoofdrollen
- Nero
- Jan Spier
- Madam Pheip
- Meneer Pheip
- Petoetje

## Plot
Meneer en Madam Pheip worden lastiggevallen door een Zuid-Afrikaanse kwakzalver. Nero lijdt nog steeds aan de zweefziekte die hij in het vorige album, De Zwarte Voeten opliep en valt bij een nachtelijk bezoek van de Zuid-Afrikaanse handelaar per ongeluk uit het venster. Hij zweeft hierdoor weg tot in China waar hij in een pagode een Chinees, Sing Song Li, tegenkomt die in een flesje het levenselixir tracht te vangen. Hij probeert Nero te doden nadat hij zijn geheim ontdekt heeft. Als Nero weet te ontsnappen uit de handen van Piong Piang, de handlanger van Sing Song Li, geeft Sing Song Li Nero een drankje vol marathonwater. Hierdoor begint Nero onafgebroken verder te wandelen, zelfs tijgers en de Chinese Muur kunnen hem niet tegenhouden. Even lacht Sing Song Li zich een bult, tot hij ontdekt dat Nero het levenselixir heeft meegenomen. Ze proberen Nero tegen te houden, maar hij wandelt rechtstreeks terug naar België, waar hij uitgeput en met blaren op de voeten enkele dagen het bed houdt. Nero vertelt aan iedereen (behalve Madam Nero) dat in het flesje het levenselixir zit en vraagt hen het niet door te vertellen. Madam Pheip doet dit echter toch en al gauw staan allerlei afgevaardigden van diverse grootmachten aan de deur om het drankje te kopen. De Russische afgevaardigde steelt echter het flesje, maar het blijkt een gewoon flesje vol azijn te zijn. Stalin die het flesje leegdrinkt is zo beledigd dat hij meteen 3 geheim agenten naar België stuurt om het echte flesje te verkopen. Nero verkoopt het flesje inmiddels voor 12 dozijn petroleumbronnen aan de afgevaardigde van Transportanië , maar de man wordt door Sing Song Li en Piong en Piang bestolen. Aldus komt een ambassadeur Nero verzoeken het flesje zo snel mogelijk aan de vorst van Transportanië te bezorgen of er zal een oorlog uitbreken tussen België en dit land! Nero vermoedt dat Sing Song Li erachter zit en vertrekt samen met Petoetje, Jan Spier en Madam Pheip naar China.
Tijdens hun vliegreis smokkelen de 3 Russen een bom aan boord, maar Petoetje smijt deze nietsvermoedend naar buiten waardoor de Russen zelf exploderen. In China zelf koopt Madam Pheip per ongeluk opium voor haar pijp en moet ze in een riksja gedragen worden. De 3 Russen zetten, verwikkeld in pleisters en verband, de achtervolging in. Nero en co bereiken de pagode waar Sing Song Li verblijft, maar Jan Spier wordt uitgeschakeld en het marathonwater gegeven waardoor hij weer naar België terugwandelt. Nero wordt door Sing Song Li in een Chinese vaas gestoken en in het water gesmeten. Nero's hoed duwt hem echter zelf mee in het water, grijpt het levenselixir mee en gaat Nero achterna. De vaas drijft enkele kilometers verder in een rivier waar de Russen ontdekken dat Nero erin zit en hem bewusteloos slaan. Vervolgens dragen ze Nero terug naar de pagode van Sing Song Li om hem te onthoofden. Piang Piang is blij dat ze hem Nero komen brengen en besluit zich op hem te wreken. Hij geeft de Russen wat van het marathonwater waardoor ze weer naar huis marcheren. Net wanneer Nero door Piang Piang vermoord zal worden duiken Petoetje en Madam Pheip op. Piang Piang wordt overmeesterd en door Petoetje weer vrijgelaten. Uit dank sluit hij zich bij Nero en co aan. Nero's hoed heeft inmiddels het levenselixir terug bij Nero gebracht en het gezelschap keert weer huiswaarts, in gezelschap van een tijger waarmee Petoetje inmiddels bevriend is geraakt.
Terug thuis bezorgt Nero het levenselixir aan Abdullah van Transportanië en zal hiervoor de beloofde diamanten krijgen. Spinoza, een bandiet, laat zich echter scheren om als dubbelganger van Nero de diamanten zelf in handen te kunnen krijgen. Hij schakelt Nero uit en laat hem vastgebonden achter in een ruïne. De pillen verkopende kwakzalver treft Nero daar aan en bevrijdt hem, maar knipt wel Nero's haar af. Hierdoor valt Nero niet meer te onderscheiden van zijn dubbelganger en wordt hij door de politie ingerekend. Nero schrijft Marc Sleen een brief om hem te komen bevrijden, maar Sleen belandt mee in de cel. Sleen tekent Nero op de muur en weet de cipier zo te misleiden dat Nero kan ontsnappen, maar Sleen zelf helaas niet. Nero komt net op tijd thuis om zijn vrouw van de vergiftiging te redden, maar wordt opnieuw door Spinoza uitgeschakeld. Nero en Madam Nero vinden bij een slager Nero's hoed terug in een ijskast en nemen deze mee. Als hij Madam Pheip met Petoetje en Piong Piang tegenkomt raakt Madam Pheip met Madam Nero aan de praat en gaat Nero met Petoetje en Piong Piang verder op zoek naar Spinoza. Ze vinden hem in een café waar hij een ongure kapitein tracht te overhalen zijn diamanten naar Amerika te smokkelen in ruil voor een deel van de buit. Nero en co vallen de keet binnen, maar hij weet opnieuw te ontkomen en op een schip naar Amerika te ontsnappen.
Nero en co kruipen als verstekelingen op het schip, maar de ongure kapitein sluit de echte Nero op, denkend dat hij Spinoza is. Even later maken Petoetje en Petatje dezelfde fout en smijten Nero overboord. Dan komen ze Spinoza tegen, denkend dat hij Nero is. Spinoza voert de kinderen dronken en tracht hen uit te schakelen, maar ze hebben al snel door dat hij niet de echte Nero is. De ongure kapitein neemt hen hierop alle drie gevangen en na een gevecht steekt hij Nero een mes in de buik. Nero valt gewond neer en wordt verzorgd door zijn hoed. De ongure kapitein besluit inmiddels alle diamanten in sloepen te laden en weg te varen, terwijl hij een bom achterlaat op het schip. Nero's hoed smijt de bom echter naar de kapitein en zijn sloepen waardoor die zelf in de lucht vliegt. Petoetje en Piong Piang besluiten zelf het schip te besturen met de hoed als navigator. Tijdens een storm waait Nero overboord, maar hij komt via een lek in de boot weer binnenstromen. De hoed schenkt hun een gigantische pleister om het gat te dichten en pompt vervolgens het water weg. Spinoza en de rest van de bemanning ontsnappen inmiddels uit de kajuit waar ze opgesloten zitten en dreigen Nero aan te vallen. Door een gigantische golf breekt het schip echter doormidden en drijven ze op hun stuk schip weg. Op de andere helft, waar Nero en co verblijven, bevinden zich gelukkig de diamanten, maar het schip dreigt te zullen zinken. Net op dat moment komen Van Zwam en Jan Spier met een vliegtuig overvliegen. Nero's hoed blijft achter om aan te geven waar in de oceaan de diamanten op de zeebodem liggen en Nero laadt zijn zakken zo vol met de kostbaarheden dat het vliegtuig te zwaar is om goed te kunnen vliegen. Wanneer iedereen zich in zijn ondergoed kleedt lukt het toch om licht genoeg te zijn om verder te vliegen. De diamanten worden vervolgens per schip weer boven water gehaald, maar Nero is overmand van verdriet als zijn hoed blijkt gezonken te zijn in de golven. Aan wal trachten enkele matrozen de diamanten te stelen, maar Jan Spier slaat hen allemaal knock-out.
Terug thuis is Nero steenrijk en houdt hij een groot diner. Petoetje heeft een nieuwe hoed  voor hem gekocht en Sleen laat per brief weten dat men hem eens uit de gevangenis mag komen halen!

## Achtergronden bij het verhaal
- Dit is het eerste verhaal dat verscheen onder de titel De avonturen van Nero & Co.
- Petoetje leest in strook 1 't Kapoentje, een jeugdblad waar Marc Sleen in publiceerde.
- In strook 14 wil Madam Pheip Detective Van Zwam inschakelen, maar "die spoort de daders op van de aanslag op de IJzertoren."De IJzertoren was in 1946 door onbekenden opgeblazen.
- Als Nero in strook 16 de Chinese omgeving bestudeert merkt hij op: "Dat is hier toch niet het Meetjesland niet, geloof ik."
- Al in Het Geheim van Matsuoka vonden we een duivelse Chinees die druppelsgewijs toverdrankjes samenstelde.
- Het levenselixir in dit album zou door Nero nogmaals worden gedronken en gegeten in De Wallabieten (1968) (waar Nero een pil slikt die hem 1000 jaar oud zal maken), Zongo in de Kongo (1970) (waar een toverdokter hem onsterfelijk maakt) en in De Nerobloemen (1978) (waarin Adhemar een levenselixir uitvindt dat Nero in het geheim opdrinkt.).
- De tijger in strook 38 heet "Nabukodonosor", de Vlaamse verbastering van Nebukadnessar.
- De Egyptische afgevaardigde in strook 51 wil het flesje levenselixir kopen in naam van "onze Faroek."
- De afgevaardigde van Transportanië in strook 52 komt in naam van "onze Abdul-Ha". De echte Abdullah I werd dat jaar, in 1951, overigens vermoord.
- Een van Stalins handlangers in strook 61-62 heet "Sjamovar".
- Sleen verwijst in strook 63-64 weer naar de taalstrijd als een loketbediende Nero afwimpelt met de woorden: "Je ne comprends pas du Flamand." ("Ik begrijp geen Vlaams.") Nero betaalt hem 500 frank extra om een avondschool Vlaams te volgen.
- Terwijl Petoetje de bom in strook 67 op zijn vinger laten draaien zegt hij: "Ben ik nu juist geen Harlem Globetrotter, ma?"
- In strook 87 wordt Petoetje "Abdel Kader Petoetje" genoemd, een verwijzing naar de Noord-Afrikaanse wielrenner Abdel-Kader Zaaf.
- Petoetje vertelt Piang Piong in strook 109: "Het zal u opvallen hoe aangenaam het in België is. Alle dagen koekebrood en bijna ieder jaar een andere koning." Deze laatste opmerking is een verwijzing naar de toen actuele koningskwestie.
- Een dubbelganger van Nero dook later als plotelement nog eens op in de albums De Rode Keizer (1953) en De Driedubbelgestreepte (1962).
- De Zuid-Afrikaanse kwakzalver knipt Nero's haar af in strook 120 omdat hij dan net als Samson zijn kracht zal verliezen.
- Wanneer Nero in de gevangenis wordt gegooid, roept hij zijn geestelijke vader Marc Sleen te hulp (stroken 125 tot 129). Dit is trouwens niet de eerste keer dat Sleen persoonlijk in het verhaal ingrijpt, in Het Geheim van Matsuoka (1947) haalde hij reeds Detective Van Zwam uit de gevangenis.
- In strook 137-140 zien we opnieuw Jan De Spot, hoofdredacteur van Nero's krant, ditmaal als slager. In strook 225-226 duikt hij nogmaals op, ditmaal als butler.
- Nero is volgens de tekst in strook 223 zo rijk dat "hij op de schouder van Aga Khan zal kunnen kloppen en zeggen: "Wij potentaten." Aga Khan speelde in De Juwelen van Gaga-Pan al een belangrijke rol.
- In strook 225 wordt een banket georganiseerd waarbij de "Minister van Verkeerswezen" (destijds Paul-Willem Segers) aanwezig is, volgens de tekst.
- In strook 226 verschijnt Joseph Van De Meulebroeck.
- Nero krijgt in strook 228 gelukwensen van Michael C. Rockefeller, Blumenstein, Van Aevermaet, John S. Lewis, Van Lierde, Faroek, Heiremans (verwijzing naar Jan Heiremans, een collega op Sleens redactie), Claes, Poinard, Ridgeway, Mossadegh en Eisenhower.